# L'Adoration des bergers (Jordaens)
Pour les articles homonymes, voir L'Adoration des bergers.
L'Adoration des bergers est un tableau réalisé par le peintre flamand Jacob Jordaens vers 1617. De format vertical, cette huile sur toile est une peinture chrétienne qui représente l'Adoration des bergers. L'Enfant Jésus dans ses bras, Marie y figure assise dans l'angle inférieur gauche de la composition, où elle est éclairée par la lanterne que porte un vieil homme debout sur le bord droit de l'image. L'œuvre fait partie des collections du musée du Louvre, à Paris, en France. Elle se trouve depuis 1804 en dépôt au musée de Grenoble, à Grenoble, dans l'Isère,.

## Thème
La peinture n'est pas la seule que l'artiste réalise sur le thème de l'Adoration des bergers.

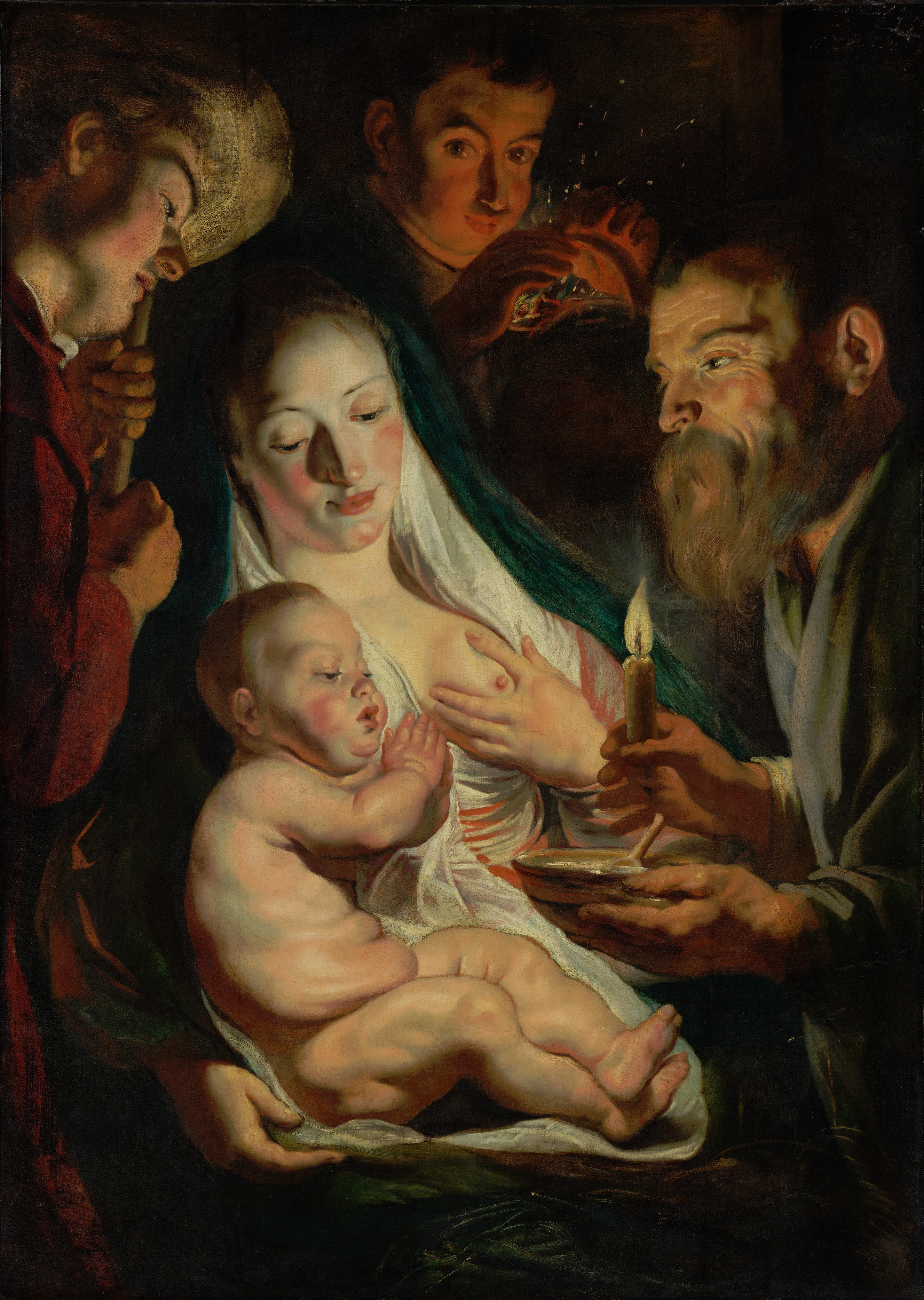
Sainte Famille avec bergers, 1616 – Metropolitan Museum of Art, New York.
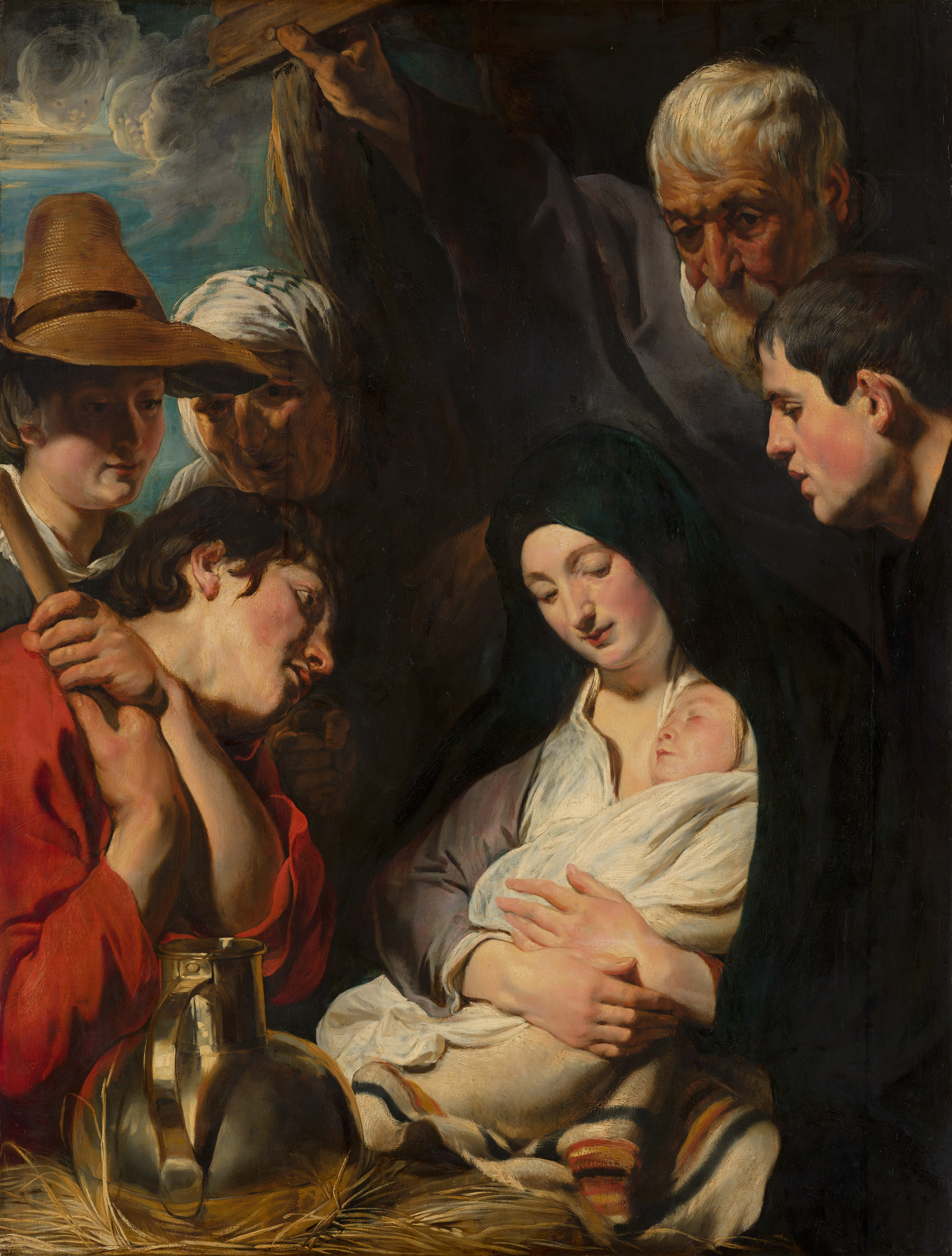
L'Adoration des bergers, 1617 – Mauritshuis, La Haye.
L'Adoration des bergers, 1618 – Nationalmuseum, Stockholm.
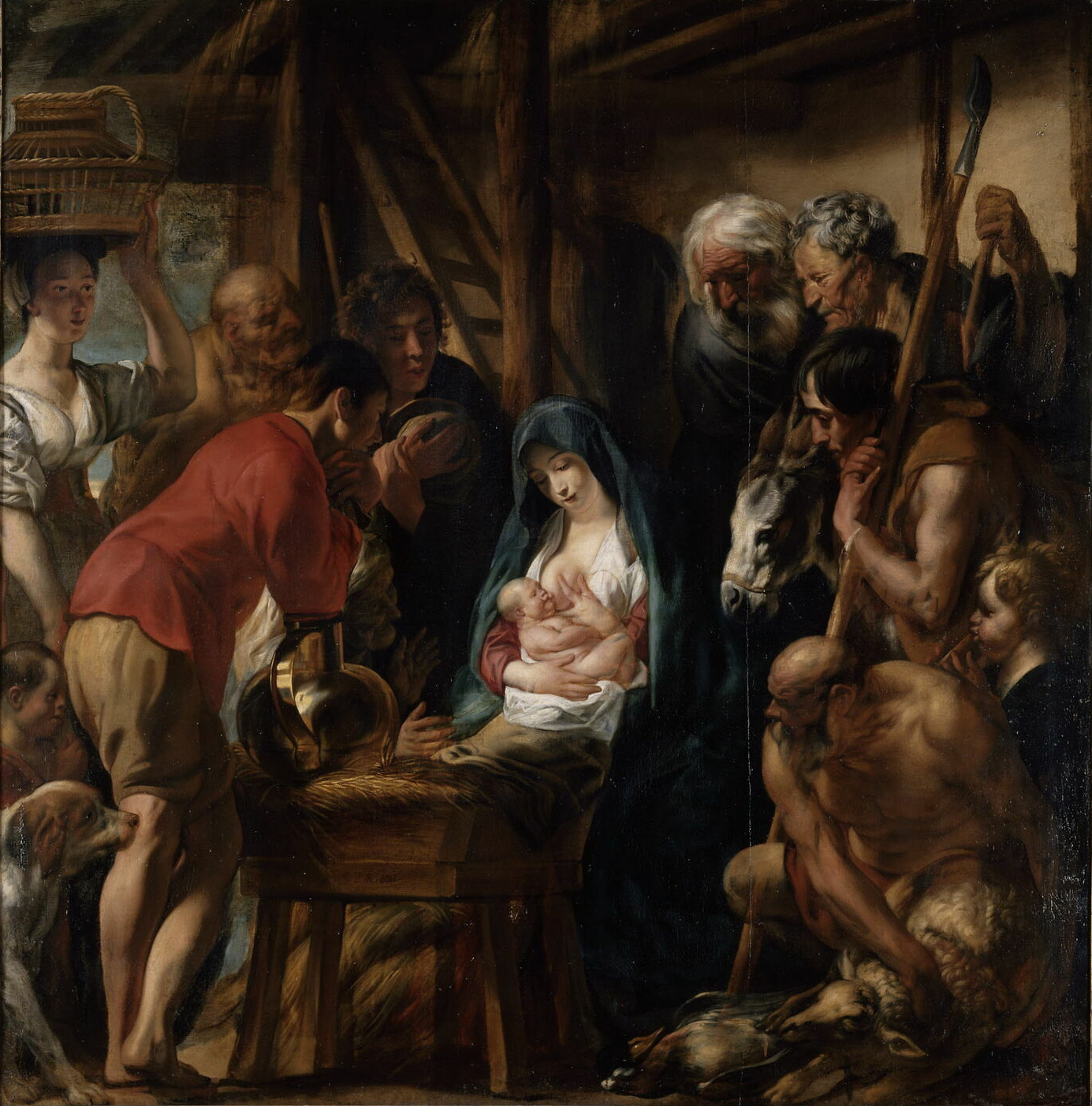
L'Adoration des bergers, 1645-1655 – Musée du Louvre, Paris.